# Oliver Otto
Oliver Otto (* 21. November 1972 in Kirchheim/Teck) ist ein ehemaliger deutscher Fußballspieler.

## Laufbahn
Otto wechselte als Jugendlicher von seinem Heimatverein TSV Wernau zum VfB Stuttgart. In der Jugend wurde er zweimal Deutscher A-Jugendmeister mit dem VfB Stuttgart und zweimal Deutscher Meister mit der Auswahl Württemberg. Er durchlief alle Jugendmannschaften der deutschen Nationalmannschaft und machte in dieser Zeit 25 Länderspiele (1 Tor). Er debütierte am 8. September 1993 in der Bundesliga gegen den Hamburger SV, wo er sogleich auch ein Tor schoss. Danach wechselte er zum damaligen Regionalligisten SSV Ulm 1846.
Mit den Spatzen gelang Otto, nach dem Gewinn der Deutschen Amateurmeisterschaft 1996 und dem Sieg im WFV-Pokal 1997, 1998 der Aufstieg in die 2. Bundesliga auf. Mit 23 Spielen und zwei Toren hatte er großen Anteil am überraschenden Durchmarsch in die Bundesliga. Dort war er mit 33 Einsätzen zusammen mit Oliver Unsöld der Feldspieler mit den meisten Einsätzen. Zudem traf er zweimal ins gegnerische Tor. Nach dem Abstieg blieb er dem Verein treu und kam zu 32 Zweitligaspielen und zwei Treffern.
Nachdem der SSV Ulm ins Amateurlager abgestürzt war, versuchte sich Otto im Ausland und ging zum griechischen Klub Akratitos Ano Liosia in die Alpha Ethniki. Mit Platz elf in der griechischen Liga wurde die beste Platzierung in der Geschichte des Vereins erreicht. Dennoch kehrte er nach Ende der Spielzeit nach Deutschland zurück und unterschrieb beim SV Waldhof Mannheim. Dort kam er nur sporadisch zum Einsatz und stieg mit dem Verein aus der zweiten Liga ab.
Daraufhin wechselte Otto zu Borussia Fulda in die Oberliga Hessen und verpasste als Tabellendritter nur knapp den Aufstieg in die Regionalliga. Nachdem dem Verein jedoch die Lizenz für die folgende Saison verweigert wurde, kehrte Otto ins Schwäbische zurück und unterschrieb beim damaligen in der Oberliga Baden-Württemberg spielenden SSV Reutlingen 05. Mit dem Verein gelang ihm 2006 der Aufstieg in die Regionalliga Süd, wo er zu den Stammspielern zählte.
Im Sommer 2008 wechselte Otto zu seinem Heimatklub VfL Kirchheim/Teck in die Oberliga Baden-Württemberg. Dort stieg er am 8. Spieltag mit 1 Punkt ein und erreichte am Ende sensationell mit 48 Punkten noch Rang 10 punktgleich mit dem Siebten der Tabelle.
Seit seinem Karriereende ist Otto als Sport- und Gymnastiklehrer, Koordinationstrainer, Entspannungspädagoge und Eventmanager tätig. Im Februar 2013 machte er in Köln die DFB-A-Lizenz als Fußballtrainer. Seit 2013 arbeitet er als Leiter Bildung & Erziehung und als Athletiktrainer im Jugendbereich beim VfB Stuttgart. Er ist verheiratet und hat zwei Töchter.

## Erfolge

### VfB Stuttgart
- Deutscher Meister: 1992
- Deutscher Super-Cup Gewinner
- Deutscher A-Jugendmeister: 1990 und 1991

### SSV Ulm 1846
- Deutscher Amateurmeister: 1996
- WFV-Pokal-Sieger: 1995 und 1997
- Aufstieg in die 2. Bundesliga: 1998
- Aufstieg in die 1. Bundesliga: 1999

### SSV Reutlingen 05
- Aufstieg in die Regionalliga: 2006

## Sonstiges
Seit Anfang 2018 wird ein Bild von Otto auf einem Pedalo als Meme verwendet.